# Niger i olympiska sommarspelen 1992
Niger deltog i de olympiska sommarspelen 1992 med en trupp, men ingen av landets deltagare erövrade någon medalj.

## Friidrott
Herrarnas 100 meter
- Hassane Illiassou
  - Heat — 10,73 (→ gick inte vidare)